# Liste der diplomatischen Vertretungen in Barbados

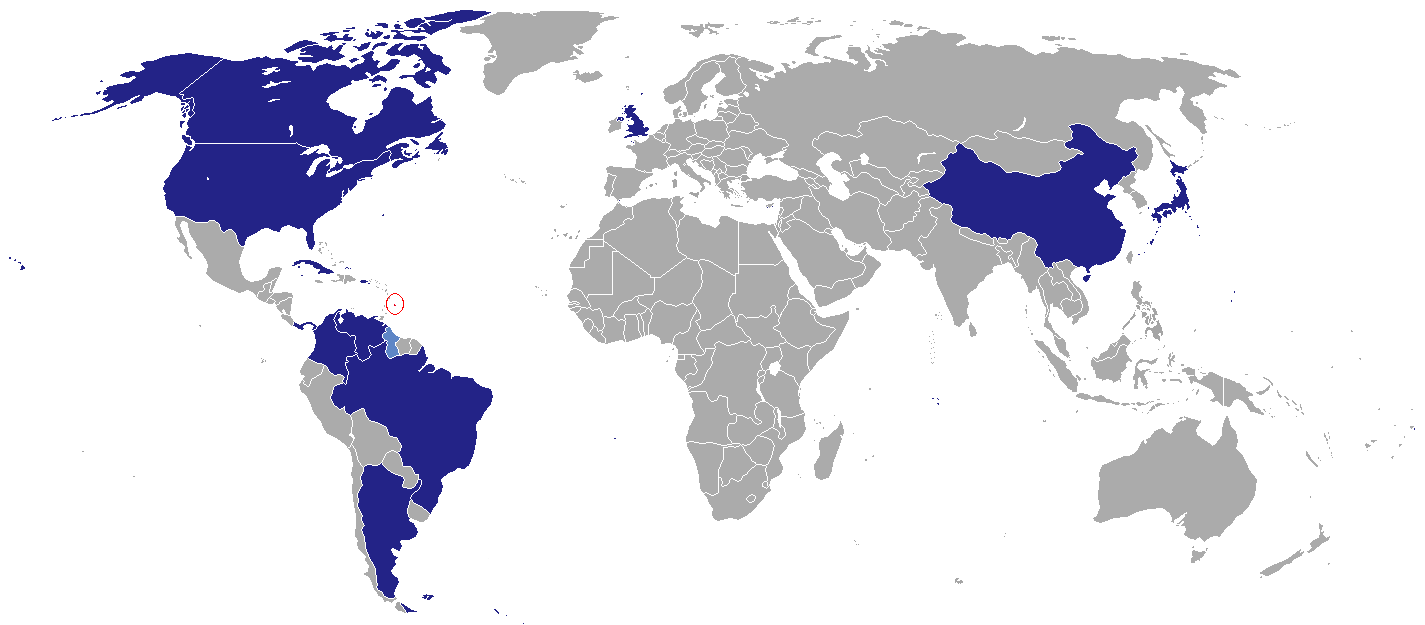
Staaten mit einer diplomatischen Vertretung in Barbados

Liste der diplomatischen Vertretungen in Barbados
| Vorstellungstermin | Staat                  | Resident Minister           |
| ------------------ | ---------------------- | --------------------------- |
| 9. Nov. 2006       | Kuba                   | Pedro Andres Garcia Roque   |
| 9. Jan. 2008       | Venezuela              | Juan Carlos Valdez Gonzales |
| 9. Juni 2009       | Volksrepublik China    | Qinang Wei                  |
| 11. Aug. 2009      | Brasilien              | Appio Claudio Acquarone     |
| 20. Okt. 2009      | Kanada                 | Ruth Archibald              |
| 13. Nov. 2009      | Vereinigtes Königreich | Paul Brummell               |
|                    | Vereinigte Staaten     | vakant                      |
| 24. Jan. 2008      | Europäische Kommission | Valeriano Diaz              |